# Фанчиково
Фанчиково (угор. Fancsika) — село в Виноградівській громаді Берегівського району Закарпатської області України. У селі налічується 750 дворів з кількістю населення 2350 осіб. Склад населення досить неоднорідний, хоча значну частину становлять українці та угорці.

## Географія
Фанчиково — типове притисянське село на Виноградівщині, розташоване в басейні річки Тиси, за 8 км на південний захід від районного центру. У селі є залізнична станція, яка має залізничний зв'язок з Ужгородом та, у зворотному напрямку, із селами та містами. Через Фанчиково проходять шосейні автотраси на м. Ужгород, а у зворотному напрямку до м. Рахова. Фанчиківській сільській раді підпорядковані населені пункти с. Тросник і Притисянське.

## Походження назви
Існує чимало версій щодо походження назви села. Одна з них, нібито назва походить від прізвища. Звідкіля дійсно з'явилася назва невідомо, але легенду про дівчину Фанчікі, від імені якої пішла назва, знає майже кожен фанчиківець. У селі жив багатий і знатний володар. У нього була красива дівчина. Вона мала довгу чорну косу. Про її красу розповідали легенди. І на честь своєї дочки батько назвав село. Більше про неї ніхто і нічого не чув. Що сталося з нею, ніхто не знав. Про неї передавали з уст в уста різні здогадки. Одного разу на спіритичному сеансі вирішили викликати дух цієї дівчини. Згасло світло в кімнаті, всі почули, що хтось знаходиться в кімнаті. Почали розмову з духом дівчини. І тоді вони почули історію, яку розповів дух.
Коли до села приближалася орда ворогів, батько вирішив сховати свою дочку в потаємній кімнаті, в церкві. Про розташування цієї кімнати ніхто не знав. Дівчину сховали в ній. Вороги вдерлися в село, вбили батька дівчини, пограбували село, забрали людей в полон. Село залишилося розореним. І ніхто не знав, що під землею в кімнаті живе ця дівчина. Пройшов деякий час, дівчина померла. І зараз дух цієї дівчини просив, щоб поховали її по-християнськи. І на другий день вони пішли до церкви і підняли масивні двері, побачили східці. Люди спустилися по них і потрапили в кімнату. В ній побачили останки людини. Це була дівчина Фанчікі. Вони зібрали і переховали останки по-християнському обрядові.

## Історія
Фанчиково відоме з 1376 року. Територія села заселена у період неоліту.
Назва села вперше згадується у грамоті в 1303 році, а потім у 1356 році у формі Fanchika.
Свою назву село, імовірно, отримало від прізвища ішпана Famcsika — Фончіко (Фончко) із роду Гунт-Пазманів, якому землеволодіння із селом, дісталося від брата Мігая, в свою чергу, в 1303 році він відпустив його іншому братові Мартону. Нащадки Мартона були фанчиківськими дворянами.
Село протягом століть багато разів знищувалося, а потім знову відбудовувалося. Ще на початку ХХ століття його згадували, як «обрубаний населений пункт». В 1717 році татари взяли в полон 50 шляхтичів та простолюдинів, із яких лише 26 повернулися додому. В селі постійно йшла міграція, про що свідчать нові прізвища кріпаків. Із 1632 по 1695 рік тут були такі прізвища: Мігай, Онтол, Валла, Кочіш, Локотош, Коста, Сас, Чутко, Біко, Ийлеш; 1695 рік — Баторі, Чепері, Кейс, Кезеш, Нірі, Помар, Сенєш, Кота, Петайт; 1715—1775 роки: Фанта, Куруц, Санісло, Каньо, Мийгеш, Білей, Дочейніч, Кушінскі, Лущак, Макар, Шіпош, Тарішка, Борбей, Густі, Газдик, Котлан, Кутнич, Лемак, Сербак, Русолович, Корпош, Орос, Пушкаш, Товт, Урбан.
За Першим Віденським арбітражем південь Закарпаття віддано Угорщині, Фанчиково стало прикордонним, а чехословацька армія, втекла 15 березня 1939 року при наближенні угорських військ.
Значна кількість переселенців була із Боржавського. Сталося так, що в 1945 році, коли ділили землю, згідно земельної реформи в Закарпатській Україні, в Боржавському, де мало землі, її не вистачило для всіх. А у Фанчікові, звідки вивезли багато євреїв, на хуторах Фріда і Вейса були, навіть, житлові приміщення для наймитів і велика кількість землі. Цим скористалися чингавчани (більше 20 сімей), які переїхали сюди, поступово будуючи собі хати в самому Фанчікові. В часи, коли колгосп очолював В. Ю. Костак, з різних причин в село емігрувала друга хвиля з Боржавського.
У зв'язку з будівництвом Теребле-Ріцької ГЕС, майже вся територія села Вільшани в Хустському районі була затоплена. Біля 100 жителів села в другій половині 1950-х років переселилося до Фанчікова. 
У 1965 році установлений пам'ятник на честь загиблих воїнів визволителів у Великій Вічизняній війні — «Спасибі земляче, за серце гаряче, що людям віддав». У 1967 році встановлений обеліск — композиція «Бандурист» . У 2008 р. встановлено статую «Божа Матір», у 2009 р. — пам'ятник просвітителям «Кирилу та Мефодію»

### Суміжні поселення що зникли
Ухачова Тоня
Ухачова Тоня - обєднане з селом Фанчиково  рішенням облвиконкому Закарпатської області №155 від 15.04.1967
Перша згадка у ХІХ столітті

Фрідова Тоня
Фрідова Тоня - обєднане з селом Фанчиково  рішенням облвиконкому Закарпатської області №431 від 30.07.1962
Перша згадка у ХІХ столітті

## Населення
Згідно з переписом УРСР 1989 року чисельність наявного населення села становила 2015 осіб, з яких 933 чоловіки та 1082 жінки.
За переписом населення України 2001 року в селі мешкало 2037 осіб.

### Мова
Розподіл населення за рідною мовою за даними перепису 2001 року:
| Мова       | Відсоток |
| ---------- | -------- |
| українська | 62,26 %  |
| угорська   | 37,06 %  |
| російська  | 0,68 %   |

## Соціальна інфраструктура
Зараз у селі функціонують такі громадські заклади:
- Фанчиківська ЗОШ I—III ст.;
- амбулаторія сімейної медицини;
- бібліотека;
- будинок культури;
- дитсадок;
- дитячий садок римо-католицької громади.

## Релігія
У с. Фанчикове знаходяться Православна церква, Римо-католицька, Греко-католицька та Реформатська церкви.
Сільський реформатський храм побудований в 14 столітті в готичному стилі. У 1560 році він перейшов у власність реформаторів, але з контрреформацією повернувся до католиків. Пізніше він був знищений . Своїм відновленням, яке сталося у 1756 році, парохія завдячує самовідданій роботі єгерського каноніка Яноша Комаромі. Про піднесення парохії свідчить той факт, що певний час (1774—1863) її філією був Севлюш.
Великий ремонт костьолу, (в якому 120 сидячих місць та два дзвони), останній раз проводився у 1992 році. В 1996 році блискавка спричинила незначні пошкодження будови, які були виправлені ще того року. Фісгармонія костьолу встановлена у 1870 році. Початок метричних записів — 1756 рік, мова літургії — угорська. Церква освячена на честь Найсвятішого Імені Ісуса. Обслуговує громаду о. Маріо.
Реформатська громада у Фанчикові одна із найдревніших у Угочанському комітаті. Перші письмові відомості про общину згадуються в 1598 році. Тоді пастором був Фанчікі Іштван. В 1759 році, в роки тихої контрреформації, під час пасторства Уйвароші Мігая реформатів вигнали з храму католики, які до цього часу його і використовують. Під час цього процесу прийняли смерть три вірники реформати: Чебі Поган Янош, Гулачі Ласло і Поп Іштван. У ХУІІІ столітті замість відібраної церкви на пожертви вірян-реформатів побудували новий храм. Його востаннє ремонтували в 1990 році, в 1997 році — перефарбували вежу. В цьому ж році на боковій стінці встановлена меморіальна дошка на честь загиблих вірників в 1759 році.
Церква Вознесіння Господнього. 1902.
храм Вознесіння Господнього. 1902.
У 1751 р. згадують дерев'яну церкву Вознесіння в доброму стані, вкриту соломою, посередньо забезпечену образами, з двома дзвонами. У 1775 р. вказано дату будівництва церкви та заснування парохії — 1688 p., але церква вже від старості розвалювалася. У 1847 р. знову згадують дерев'яну церкву. Востаннє про дерев'яну церкву йшлося в 1915 p., але датою спорудження вказано 1693 р.
Теперішню муровану церкву добрих пропорцій збудовано в типовому базилічному стилі зусиллями священика Андрія Сабова та кураторів Георгія Пораски і Андрія Неймета, а посвятив її єпископ Юлій Фірцак 26 жовтня 1902 р.
За СРСР церква діяла як православна, а в 1992 р. повернута греко-католикам. У церкві зберігається книга «Міней» (Почаїв, 1761 p.) з дарчим написом 1849 р. від священика Андрія Грабара.
Нижній ярус іконостаса був, імовірно, в попередній церкві, принаймні виглядає давнішим за верхні яруси. Ікони перемалювали в 1975 р., коли священиком був В. Ортутуай, кураторами Михайло Шекето та Михайло Леврінц, а художники з Мукачева залишили лише свої ініціали. У наві в заскленій рамці зберігається друкований список пожертвувачів у 1938 р. на картини «Хресної дороги».
У 1936 р. біля церкви освячено хрест, замовлений за 5200 корон Андрієм Оросом з дружиною Марією Чонкою ужгородському майстру Єндрику.
У 1949 р. священика Івана Карпинця було засуджено на 25 років каторги. У 1956 р. він повернувся додому.
Церква св. Трійці. 1993.
храм св. Трійці. 1993.
При спорудженні мурованого храму, збудованого за неповний рік, не стояли осторонь вірники греко-католицької та римо-католицької конфесій. Матеріалами допомогли сільська та районна ради, колгосп «Іскра». Очолив роботи тоді вісімдесятирічний С. Ю. Візантій. Іконостас у 1994 р. вирізьбив Михайло Росада. Дзвони єпархія замовила у Воронежі.

## Туристичні місця
- еформатський храм побудований в 14 столітті в готичному стил
- храм Вознесіння Господнього. 1902.
- храм св. Трійці. 1993.
- канали

## Відомі люди
- Леврінц Олександр Юрійович (1978—2015) — солдат Збройних сил України, учасник російсько-української війни[5].
- Совлич Роман Йосипович (1993—2015) — солдат Збройних сил України, учасник російсько-української війни.
- Кутлан С. В. — відомий художник, вчитель, автор угорського букваря, відмінник народної освіти;
- Феннич В. П. — герой соціалістичної праці, колишній голова колгоспу;
- Костак В. М. — кавалер двох Орденів Леніна та Ордена Трудового Червоного Прапора, понад 30 років очолював колгосп «Іскра»;
- Ярема В. — відомий вчений, професор, декан УжНУ.
- Рац Василь Карлович — заслужений майстер спорту з футболу.